# Apple DOS
Ne doit pas être confondu avec DOS ou ProDOS.
Apple DOS est un système d'exploitation développé pour l'Apple II.
Également connu sous le nom de DOS 3.x, Apple DOS avait trois principales versions : DOS 3.1, DOS 3.2, et DOS 3.3.
Avant la publication du DOS 3.1, les utilisateurs d'Apple ont dû s'appuyer sur une cassette pour le stockage et la récupération de données, cette méthode était très lente, incommode et peu fiable. [réf. souhaitée]